# Mauritisch-portugiesische Beziehungen
Die mauritisch-portugiesischen Beziehungen beschreiben das zwischenstaatliche Verhältnis zwischen Mauritius (port.: Maurícias) und Portugal. Die Länder unterhalten seit 1976 direkte diplomatische Beziehungen.
Die Beziehungen gelten als gut, jedoch erst vergleichsweise schwach ausgeprägt. Wichtigste Bezugspunkte sind heute der wachsende Handelsaustausch und die 1996 von Portugal mitgegründete Gemeinschaft der Portugiesischsprachigen Länder, Mauritius hat dort seit 2006 Beobachterstatus. Historisch bedeutend ist die portugiesische Präsenz nach der Ankunft der Portugiesischer Seefahrer um 1507, die die Insel auf ihrem Seeweg nach Indien entdeckten und weiter nutzten.
Im Jahr 2018 waren 33 mauritische Staatsbürger in Portugal gemeldet, davon die meisten im Distrikt Lissabon (19) und an der Algarve (6). Im Jahr 2017 waren keine portugiesischen Bürger auf Mauritius gemeldet.

## Geschichte

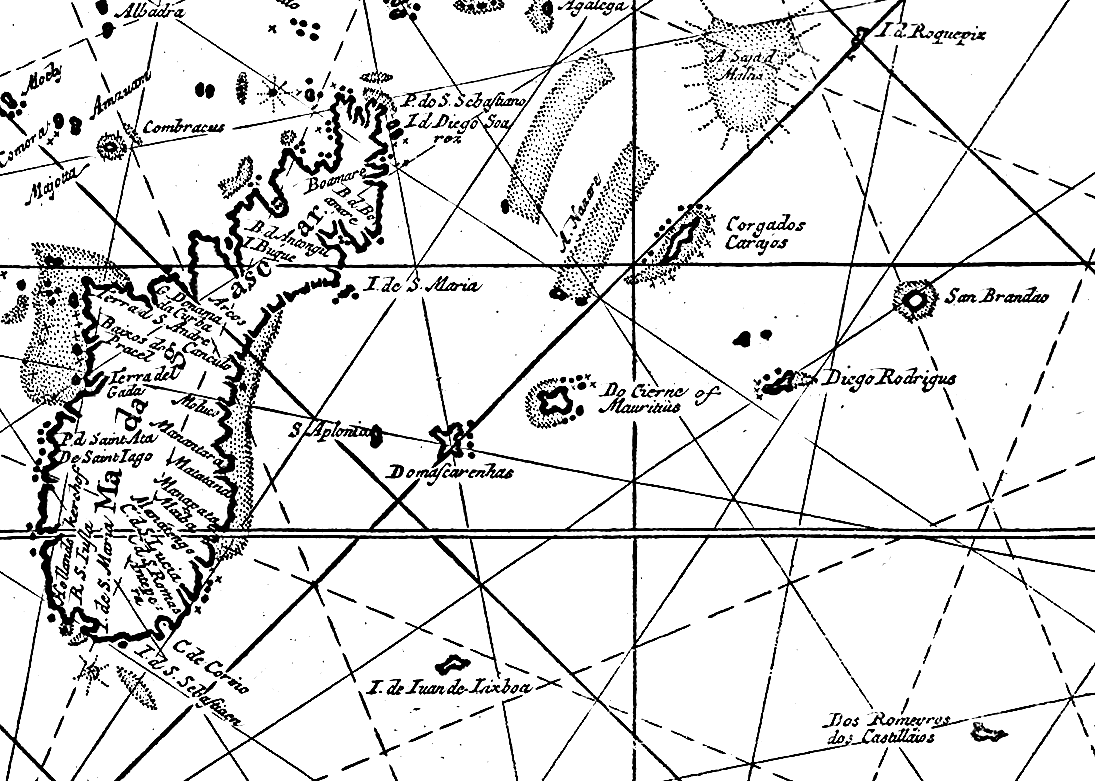
Karte der Maskarenen-Inselgruppe von 1680: auch Mauritius wurde von portugiesischen Seefahrern als ersten Europäern entdeckt, im Jahr 1507

Der portugiesische Seefahrer Diogo Fernandes Pereira entdeckte Mauritius 1507 als erster Europäer. Mauritius gehört zur Inselgruppe der Maskarenen, die nach dem Portugiesen Pedro Mascarenhas benannt sind, der die Inselgruppe ab 1512 für Portugal in Besitz nahm. Die mauritische Insel Rodrigues ist beispielsweise nach dem Portugiesen Diogo Rodrigues benannt. Mauritius wurde jedoch kein Teil des Portugiesischen Kolonialreichs, die portugiesischen Seefahrer nutzten die Insel fortan nur als Stützpunkt und Zwischenstation. 1598 nahmen die Niederlande Mauritius in Besitz, und Portugiesen liefen Mauritius nur noch selten an.
Ab 1710 wurde Mauritius französisch, ab 1810 britisch. 1968 wurde Mauritius unabhängig. Zu Portugal entwickelten sich zunächst keine besonderen Beziehungen. Der Portugiesische Kolonialkrieg war mit dem Ausbruch in Mosambik 1964 auch in Südostafrika präsent und endete erst nach der linksgerichteten Nelkenrevolution in Portugal 1974.
Das neue, nunmehr demokratische Portugal richtete danach seine Außenpolitik neu aus. Am 12. Dezember 1976 gingen Mauritius und Portugal offiziell diplomatische Beziehungen ein.
Die Beziehungen beider Länder blieben danach gut, wobei sie sich auf Grund der wenigen gemeinsamen Berührungspunkte nur langsam annäherten. Am 3. Januar 1999 trat ein bilaterales Investitionsschutz- und Förderungsabkommen in Kraft.
1996 gründeten sieben portugiesischsprachige Länder die Gemeinschaft der Portugiesischsprachigen Länder (CPLP). Danach näherten sich CPLP und Mauritius auf der Inselgeschichte an, und Mauritius erhielt 1996 als erstes nicht-portugiesischsprachiges Land Beobachterstatus in der Gemeinschaft. Seither nimmt auch der bilaterale Handel mit Portugal stetig zu.

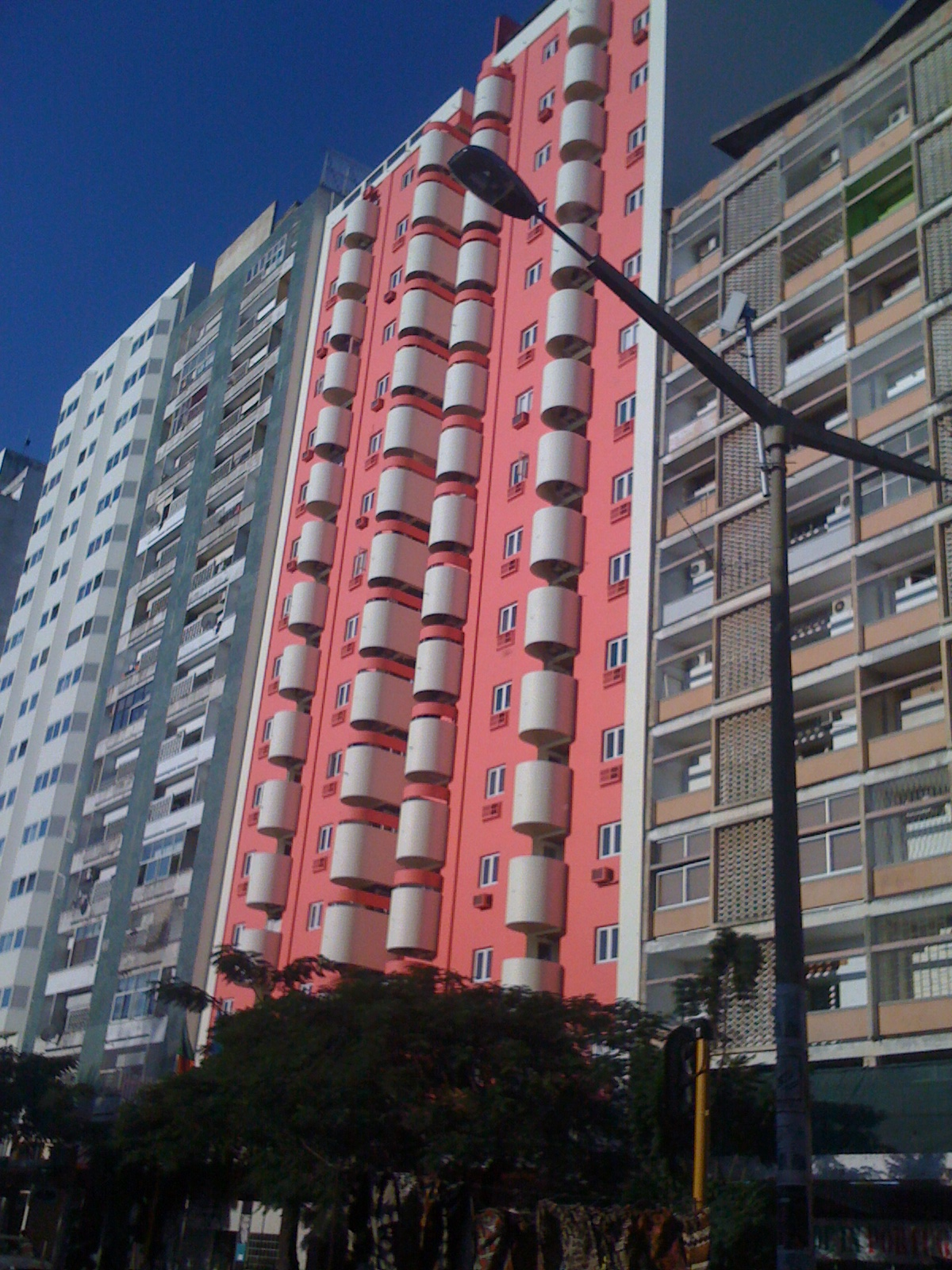
Die portugiesische Botschaft in Mosambik: Mauritius gehört zu ihrem Amtsbezirk

## Diplomatie
Mauritius führt keine eigene Vertretung in Portugal, das Land wird von der mauritischen Botschaft in Paris betreut. Auch mauritische Konsulate bestehen in Portugal nicht.
Portugal unterhält ebenfalls keine eigene Botschaft in Mauritius, das Land gehört zum Amtsbezirk der portugiesischen Botschaft in der mosambikanischen Hauptstadt Maputo. In der mauritischen Hauptstadt Port Louis ist ein portugiesisches Honorarkonsulat eingerichtet.

## Wirtschaft

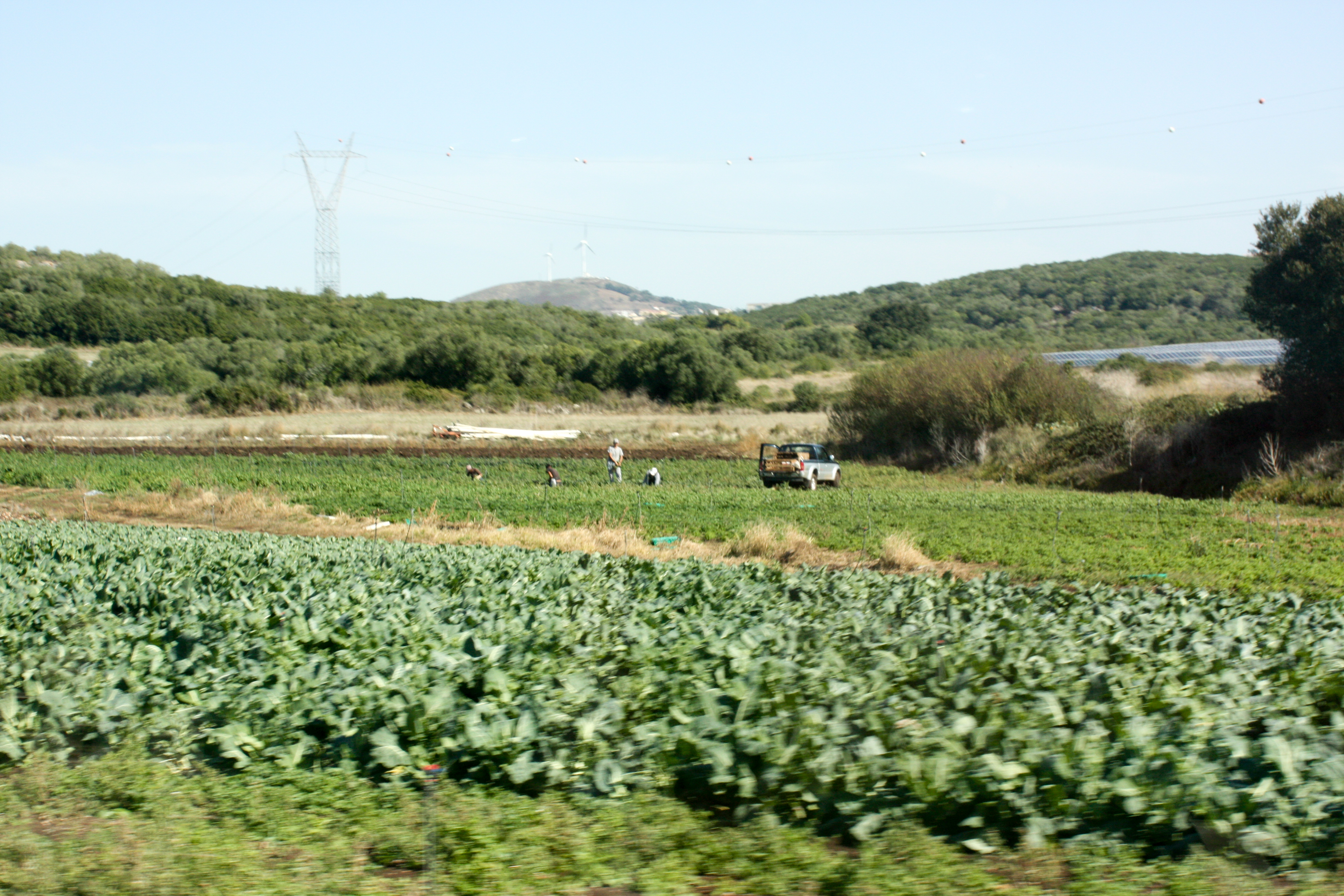
Gemüseanbau in Alfouvar bei Sintra: verarbeitetes Gemüse und Obst sind die Hauptexportprodukte Portugals nach Mauritius, von wo vor allem verarbeiteter Fisch und Zucker nach Portugal gehen

Das mauritisch-portugiesische Handelsvolumen im Jahr 2016 betrug 16,985 Mio. Euro (2015: 10,124 Mio., 2014: 6,957 Mio., 2013: 6,752 Mio., 2012: 6,063 Mio.), mit einem Handelsüberschuss von 7,987 Mio. Euro zu Gunsten Mauritius’ (2015: 2,112 Mio., 2013: 1,376 Mio.). 97 portugiesische Unternehmen waren 2016 im Handel mit Mauritius tätig.
Die portugiesische Außenhandelskammer AICEP unterhält keine Niederlassung in Mauritius, zuständig ist das AICEP-Büro in der mosambikanischen Hauptstadt Maputo.
Im Jahr 2016 exportierte Portugal Waren im Wert von 4,499 Mio. Euro nach Mauritius (2015: 4,006 Mio.; 2014: 3,988 Mio.; 2013: 2,688 Mio.; 2012: 1,910 Mio.), davon 37,2 % Lebensmittel (vor allem Gemüse- und Obstkonserven), 13,0 % Metallwaren, 10,9 % Maschinen und Geräte, 6,7 % Kunststoffe und Gummi, und 6,1 % textile Stoffe.
Im gleichen Zeitraum lieferte Mauritius Waren im Wert von 12,486 Mio. Euro an Portugal (2015: 6,118 Mio.; 2014: 2,969 Mio.; 2013: 4,064 Mio.; 2012: 4,153 Mio.), davon 91,1 % Lebensmittel (vor allem Fischkonserven), 4,4 % Bekleidung, 4,0 % landwirtschaftliche Erzeugnisse (vor allem Zucker) und 0,3 % Metallwaren.
Damit stand Mauritius 2016 für den portugiesischen Außenhandel an 123. Stelle als Abnehmer und an 89. Stelle als Lieferant, im mauritischen Außenhandel rangierte Portugal 2016 an 20. Stelle als Abnehmer und an 40. Stelle als Lieferant.

## Sport
Die Mauritische und die Portugiesische Fußballnationalmannschaft haben bisher noch nicht gegeneinander gespielt, auch die der Frauen nicht (Stand August 2022).
Die mauritische Schiedsrichterin Maria Rivet pfiff beim portugiesischen Algarve-Cup 2022, wo Queency Victoire bereits 2017 pfiff.